# Rivière La Reine
Pour les articles homonymes, voir La Reine.
Okikodasik Sibi
La rivière La Reine ou Okikodasik Sibi est un cours d'eau frontalier du Québec et de l'Ontario, au Canada, se jetant dans le  lac Abitibi.
Ce cours d’eau transfrontalier (Québec et Ontario) traverse la partie ouest des anciens cantons de Perron, de La Reine et de Desmeloizes, aujourd'hui en Abitibi-Ouest et en Eeyou Istchee Baie-James, et la partie est du territoire non organisé de North Cochrane.

## Toponymie
Les Anicinabek ont d'abord nommé cette rivière Okikodasik Sibi, qui signifie la rivière du pin gris en anicinapemowin. Le nom La Reine provient du régiment de la Reine qui a servi sous le général français Montcalm lors de la bataille du Carillon de 1758 et lors du siège de Québec de 1759. Ce régiment créé en 1634 a été nommé en l’honneur de la reine Anne d’Autriche, épouse du roi Louis XIII de France. Le nom La Reine a également été attribué à la municipalité et le canton traversé par la rivière.
Cet hydronyme a été officialisé le 26 juin 1919 par la Commission de géographie du Québec à la suite d'une recommandation de la municipalité de La Reine. Ce toponyme est indiqué sur une carte datée de 1929. Le toponyme rivière La Reine a été officialisé le 5 décembre 1968 à la Commission de toponymie du Québec, soit à la création de cette commission.